# True Love (Coldplay)
True Love è un singolo del gruppo musicale britannico Coldplay, pubblicato il 14 agosto 2014 come quarto estratto dal sesto album in studio Ghost Stories.

## Video musicale
Il videoclip, diretto da Jonas Åkerlund e filmato a Los Angeles, è stato pubblicato il 22 agosto 2014 e narra la storia di due aspiranti ballerini (interpretati dal frontman del gruppo Chris Martin e dalla attrice canadese Jessica Lucas) che rincorrono con successo il proprio sogno nonostante il loro eccessivo sovrappeso.

## Tracce
Download digitale, CD promozionale (Regno Unito)
1. True Love – 4:06

Download digitale – remix
1. True Love (Davide Rossi Remix) – 4:41

## Formazione
Gruppo
- Chris Martin – voce, chitarra acustica, pianoforte, tastiera
- Jonny Buckland – chitarra elettrica
- Guy Berryman – basso
- Will Champion – batteria, voce

Altri musicisti
- John Metcalfe – arrangiamento strumenti ad arco, conduzione
- Timbaland – batteria aggiuntiva
- Davide Rossi – arrangiamento e strumenti ad arco individuali

## Classifiche
| Classifica (2014)                | Posizione massima |
| -------------------------------- | ----------------- |
| Regno Unito                      | 180               |
| Stati Uniti (rock & alternative) | 42                |